# Ezio Greggio
Ezio Greggio (Cossato, 7 aprile 1954) è un conduttore televisivo, comico, cabarettista, attore e regista italiano.
È anche giornalista pubblicista iscritto all'ordine dei giornalisti. Ha condotto fin dalla prima edizione il telegiornale satirico Striscia la notizia, di cui è il volto più rappresentativo insieme ad Enzo Iacchetti. Risiede nel principato di Monaco, dove organizza il Monte-Carlo Film Festival de la Comédie. È fondatore e animatore di un'associazione impegnata in favore dei neonati prematuri, l'«Associazione Ezio Greggio» attiva dal 1995 nell'assistenza pediatrica.

## Biografia

Greggio e Gianfranco D'Angelo negli anni ottanta, durante il programma Drive In

### L'infanzia
Nasce nel 1954 a Cossato, all'epoca in provincia di Vercelli, da Nereo Greggio e Luciana Boggiani. Nereo Greggio, originario di Monselice nel padovano, era stato soldato in Grecia durante la seconda guerra mondiale e dopo l'armistizio dell'8 settembre, condotto in uno stalag tedesco decise di non arruolarsi nell'esercito della neonata Repubblica Sociale Italiana. Questa decisione gli costò l'internamento in Germania per due anni. Il padre di Ezio era il direttore di un'azienda tessile dove lavorava anche la madre. Mentre il padre auspicava per lui un impiego in banca, Ezio tenta di entrare nell'ambiente dello spettacolo al Derby Club di Milano per poi incontrare Antonio Ricci alla Fininvest.

### L'esordio come cabarettista (1978)
Esordisce su Telebiella, una delle prime televisioni locali italiane; il regista Peppo Sacchi, fondatore dell'emittente, ricorda nel libro Il crepuscolo della Tv gli esordi di Greggio. Debutta come cabarettista nel 1978 alla Rai partecipando ai programmi La sberla e Tutto compreso di Giancarlo Nicotra e Giancarlo Magalli, nel 1980 A tutto gag di Romolo Siena senza particolare successo, ma conosce Gianfranco D'Angelo che lo convince ad abbandonare la RAI per passare alla neonata Fininvest in cui poi lo affianca alla conduzione del programma comico Drive In, che gli dà molta popolarità, in particolare con la parodia delle televendite in cui metteva all'asta un quadro kitsch dell'inesistente pittore Teomondo Scrofalo, sketch ripreso poi negli anni successivi nel programma Veline e citato nel suo film Box Office 3D - Il film dei film.

### Il passaggio al cinema (1980)
Esordisce come attore cinematografico nel 1980 nel film Sbamm!, di cui cura anche il soggetto e la sceneggiatura; viene chiamato da Carlo Vanzina per il film Yuppies - I giovani di successo del 1986 e nel sequel dello stesso anno, Yuppies 2. Nel 1987 prende parte insieme a Paolo Rossi al film Montecarlo Gran Casinò e in seguito recita in altri film comico-parodistici: Vacanze di Natale '90, Vacanze di Natale '91, Anni 90, Infelici e contenti, Miracolo italiano.

### Carriera televisiva e di attore

Ezio Greggio con Jerry Calà, Massimo Boldi e Christian De Sica sul set di Yuppies - I giovani di successo (1986)

Nel 1988 su Canale 5 conduce assieme a Lorella Cuccarini Odiens, programma di Antonio Ricci che successivamente lo vorrà come conduttore del suo nuovo show Paperissima esordito nel 1990. In quello stesso anno diventa presidente di una squadra di calcio, il Corbetta F.C., carica che deterrà sino al 1992. Nel 1993 torna in televisione con la terza edizione di Paperissima, ma ha raggiunto la massima popolarità conducendo dal 1988 Striscia la notizia, altro programma ideato da Ricci che, a parte l'assenza durante l'edizione 1991/1992 (poiché impegnato sui set di Vacanze di Natale '91, Infelici e contenti ed Anni 90), ha poi condotto per più di 4.000 puntate, affiancato da personaggi dello spettacolo, come Gianfranco D'Angelo, Raffaele Pisu, Ric, Enzo Iacchetti, Claudio Lippi, Michelle Hunziker, Emilio Fede, Franco Neri, Gerry Scotti, Silvia Toffanin, Enrico Beruschi.
Nel 1994 esordisce alla regia con Il silenzio dei prosciutti, girato negli Stati Uniti d'America. Durante le riprese di questo film conosce Mel Brooks, col quale l'anno successivo recita in un cameo in Dracula morto e contento. Sempre nel 1995 prosegue con il film di Carlo Vanzina Selvaggi. Greggio firma poi la regia di Killer per caso (1997) e di Svitati (1999), in cui rivuole come attore al suo fianco Mel Brooks. Nel 2000 affianca Leslie Nielsen in 2001 - Un'astronave spuntata nello spazio.
Recita anche in diverse fiction prodotte da Mediaset come Anni '50, Anni '60, Un maresciallo in gondola, O la va, o la spacca e, in coppia con Iacchetti, Benedetti dal Signore e Occhio a quei due. Nell'estate 2008 subentra a Teo Mammucari nella conduzione di Veline, che ricondurrà nell'estate 2012. Nel 2008, dopo una pausa di alcuni anni, torna al cinema partecipando ai film Un'estate al mare di Carlo Vanzina e Il papà di Giovanna di Pupi Avati, una storia ambientata in epoca fascista nella quale Ezio interpreta il suo primo ruolo drammatico. Nel 2011 interpreta e dirige il film parodistico Box Office 3D - Il film dei film, che non riscuote successo; viene inoltre presentato fuori concorso alla Mostra Internazionale d'Arte Cinematografica di Venezia. Da vari anni è direttore del Monte-Carlo Film festival de la comédie e risiede nella città monegasca. Nell'estate del 2019, su Canale 5 ogni venerdì in prima serata, conduce una nuova edizione de La sai l'ultima? a 11 anni dall'ultima edizione trasmessa. In questo programma è affiancato da Maurizio Battista, Biagio Izzo, Gianluca Fubelli, Nino Formicola e la sua allora compagna Romina Pierdomenico.

## Vita privata
Dal matrimonio con la modella spagnola Isabel Bengonchea, durato una ventina d'anni, ha avuto i figli Giacomo nel 1991 e Gabriele nel 1995; Giacomo nel 2024 l'ha reso nonno. Dopo la separazione è stato fidanzato con Simona Gobbi dal 2009 al 2017, in seguito con Romina Pierdomenico dal 2018 al 2023, mentre dal 2024 è fidanzato con l'influencer colombiana Nataly Ospina. Grande tifoso della Juventus.

## Procedimenti giudiziari

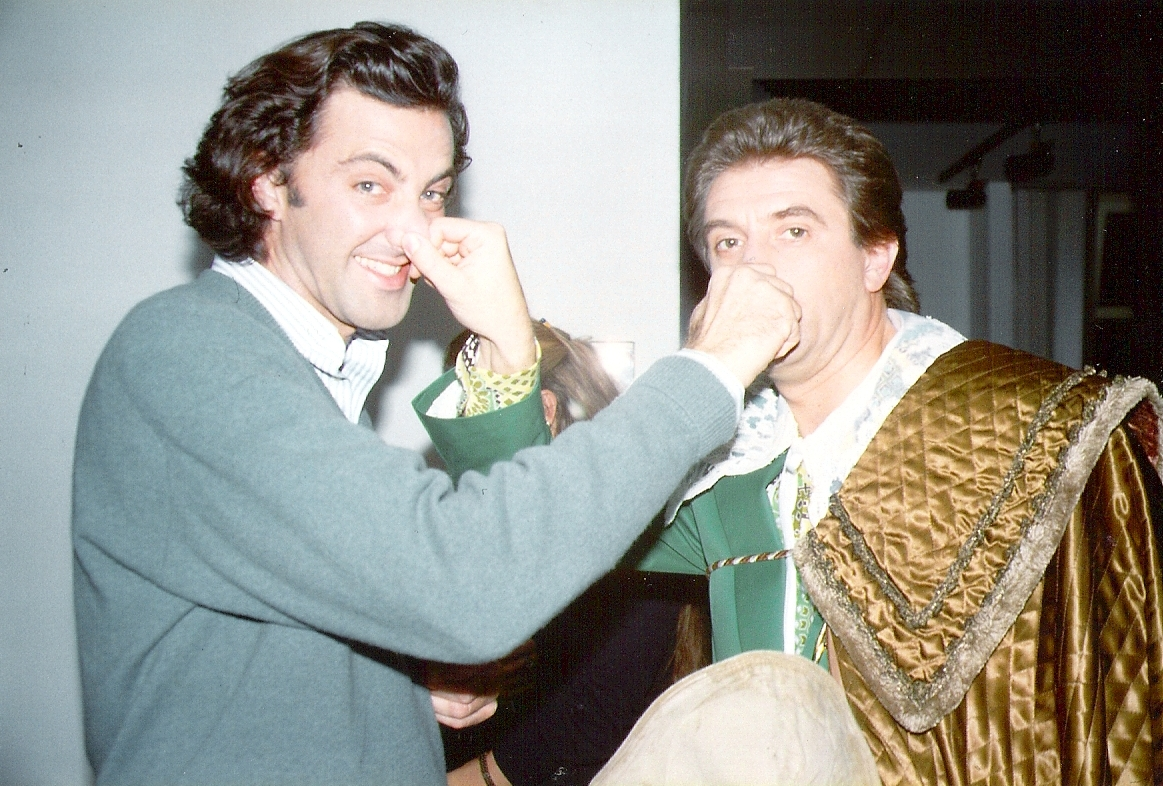
Ezio Greggio insieme a Luca Barbareschi

### Reati fiscali
Nel maggio 2013 è indagato dalla Procura della Repubblica di Monza perché secondo l'accusa la società RTI del gruppo Mediaset gli avrebbe pagato lo stipendio con un regime fiscale agevolato, visto che risultava residente a Montecarlo, mentre i funzionari del fisco italiano ritenevano che la sua residenza a Montecarlo fosse fittizia. Nel luglio 2014 Greggio chiude il contenzioso con l'Agenzia delle entrate per l'attività svolta negli anni tra il 2001 e il 2010, periodo in cui era residente a Montecarlo. A farsi carico dell'importo di circa 20 milioni di euro per arretrati e imposte dovute è la società irlandese che gestiva i suoi diritti di immagine.
Sul sito web di Striscia la notizia, tramite la pubblicazione di una nota dell'avvocato Giulia Bongiorno, legale di Greggio, si precisa:
Il patteggiamento per motivi fiscali, a seguito della cessione dei suoi diritti di immagine a una società estera, si è concluso il 14 ottobre 2015 con una multa, dopo l'approvazione da parte del medesimo tribunale di Monza.

### Diffamazione contro Claudio Baglioni
Per la pubblicazione del libro Tutti poeti con Claudio sul sito di Striscia la Notizia, ritenuto diffamatorio da Claudio Baglioni, Ezio Greggio viene indagato per diffamazione nel giugno 2022 assieme ad Antonio Ricci, Enzo Iacchetti, Gerry Scotti e il Mago Casanova. Tale libro non è più disponibile su tale sito su ordine del GIP del Tribunale di Monza.

## Filmografia

### Attore
- Sbamm!, regia di Francesco Abussi (1980)
- Yuppies - I giovani di successo, regia di Carlo Vanzina (1986)
- Yuppies 2, regia di Enrico Oldoini (1986)
- Montecarlo Gran Casinò, regia di Carlo Vanzina (1987)
- Occhio alla perestrojka, regia di Castellano e Pipolo (1990)
- Vacanze di Natale '90, regia di Enrico Oldoini (1990)
- Vacanze di Natale '91, regia di Enrico Oldoini (1991)
- Infelici e contenti, regia di Neri Parenti (1992)
- Anni 90, regia di Enrico Oldoini (1992)
- Il silenzio dei prosciutti, regia di Ezio Greggio (1994)
- Miracolo italiano, regia di Enrico Oldoini (1994)
- Selvaggi, regia di Carlo Vanzina (1995)
- Dracula morto e contento, regia di Mel Brooks (1995) - cameo
- Killer per caso, regia di Ezio Greggio (1997)
- Anni '50, regia di Carlo Vanzina – miniserie TV (Canale 5, 1998)
- Svitati, regia di Ezio Greggio (1999)
- Anni '60, regia di Carlo Vanzina – miniserie TV (Canale 5, 1999)
- 2001 - Un'astronave spuntata nello spazio, regia di Allan Goldstein (2000)
- Un maresciallo in gondola, regia di Carlo Vanzina – film TV (Canale 5, 2002)
- Benedetti dal Signore – serie TV, 8 episodi (Canale 5, 2004)
- O la va, o la spacca – serie TV, 8 episodi (Canale 5, 2004-2005)
- Un'estate al mare, regia di Carlo Vanzina (2008)
- Il papà di Giovanna, regia di Pupi Avati (2008)
- Occhio a quei due, regia di Carmine Elia – film TV (Canale 5, 2009)
- Box Office 3D - Il film dei film, regia di Ezio Greggio (2011)
- Lockdown all'italiana, regia di Enrico Vanzina (2020)

### Regista
- Il silenzio dei prosciutti (1994)
- Killer per caso (1997)
- Svitati (1999)
- Box Office 3D - Il film dei film (2011)

## Programmi televisivi
- Telebiella (Telebiella, 1972)
- La sberla (Rete 1, 1978-1979)
- A tutto gag (Rete 2, 1980) non accreditato
- Tutto compreso (Rete 2, 1981)
- Drive In (Italia 1, 1983-1988)
- Miss Italia (Canale 5, 1987)
- Striscia la notizia (Italia 1, 1988; Canale 5, 1989-1991, dal 1992)
- Odiens (Canale 5, 1988-1989)
- Qua la zampa (Canale 5, 1990)
- Paperissima - Errori in TV (Canale 5, 1990, 1992-1993; Italia 1, 1990-1991)
- Ezio Greggio Show (Canale 5, 1994)
- Doppio lustro (Canale 5, 1998)
- Veline (Canale 5, 2008, 2012)
- Monte-Carlo Film Festival de la Comédie (Rete 4, 2016; Canale 5, 2017-2019)
- La sai l'ultima? - Digital Edition (Canale 5, 2019)
- Cinema My Love (Canale 5, 2021)
- No Talent - C'è spazio per tutti (Mediaset Infinity, 2024)

## Teatro
- Una vita sullo schermo (2024)

## Podcast
- No talent - c'è spazio per tutti (Mediaset Infinity, 2023)

## Discografia
Singoli
- 1989 – Vieni a bere un bicchiere a la maison (con Gianfranco D'Angelo)
- 2002 - Testa (con Enzo Iacchetti)
- 2004 – Imi plac ochii tai (come Eziu Greggiescu)

Partecipazioni
- 2004 – AA.VV. Baby Party Vol. 4, con il brano Testa (con Enzo Iacchetti)
- 2004 – AA.VV. Striscia la compilation 2004, con il brano Testa (con Enzo Iacchetti)

## Opere
- Presto che è tardi. Un libro veloce veloce da leccarsi le orecchie, Segrate, Mondadori, 1995, ISBN 88-04-40544-9.
- Chi se ne fut-fut. Un libro veloce veloce da leccarsi le orecchie. Parte seconda, Segrate, Mondadori, 1996, ISBN 88-04-41742-0.
- È lui o non è lui? (Cerrrrto che è lui). Contro l'attapiramento all'italiana, Segrate, Mondadori, 1997, ISBN 88-04-43347-7.
- E su e giù e trik e trak, Segrate, Mondadori, 2003, ISBN 88-04-50944-9.
- In una certa... manieeera, Segrate, Mondadori, 2005, ISBN 88-04-53584-9.
- Jerome K. Jerome, Loro ed io, prefazione di Ezio Greggio, Milano, Excelsior 1881, 2007, ISBN 978-88-615-8018-3.
- N°1. Una vita di avventure, incontri, scherzi e risate, Milano, Solferino, 2023, ISBN 978-88-282-1129-7.

## Riconoscimenti
- Nastro d'argento
  - 2009 – Migliore attore non protagonista per Il papà di Giovanna

- Kids' Choice Awards
  - 2007 – Miglior Personaggio TV insieme ad Enzo Iacchetti[16]

- Premio Antonio De Curtis
  - 2006 – Premio Antonio De Curtis per le iniziative benefiche a favore dei bambini[17]

- Premio Campione dello Spettacolo
  - 2004 – Premio Campione dello Spettacolo per l'impegno a favore dei bambini nati con disfunzioni fisiche.

- Premio Grand Prix
  - 2008 – Premio Gran Prix per le migliori strategie di marca

- Premio Regia Televisiva
  - 1995 – Categoria Top Ten per Striscia la notizia
  - 2005 – Categoria Top Ten per Striscia la notizia
  - 2006 – Categoria Top Ten per Striscia la notizia
  - 2006 – Miglior personaggio maschile
  - 2007 – Categoria Top Ten per Striscia la notizia
  - 2007 – Miglior programma per Striscia la notizia
  - 2007 – Categoria Top Ten per Striscia la notizia
  - 2008 – Categoria Top Ten per Striscia la notizia
  - 2008 – Oscar di diamante per Striscia la notizia
  - 2009 – Categoria Top Ten per Striscia la notizia
  - 2010 – Categoria Top Ten per Striscia la notizia
  - 2012 – Categoria Top Ten per Striscia la notizia
  - 2013 – Categoria Top Ten per Striscia la notizia
  - 2013 – Premio alla carriera per Striscia la notizia
  - 2014 – Categoria Top Ten per Striscia la notizia
  - 2015 – Categoria Top Ten per Striscia la notizia

- Premio Satira Forte dei Marmi
  - 2009 – Premio Satira Forte dei Marmi

- Telegatti
  - 1984 – Migliori trasmissioni di varietà per Drive In
  - 1985 – Miglior trasmissione di varietà per Drive In
  - 1986 – Miglior trasmissione di varietà per Drive In
  - 1987 – Miglior trasmissione di varietà per Drive In
  - 1989 – Miglior trasmissione di varietà per Odiens
  - 1990 – Miglior trasmissione di satira TV  per Striscia la notizia
  - 1991 – Miglior trasmissione di satira TV per Striscia la notizia
  - 1991 – Trasmissione dell'anno per Paperissima
  - 1995 – Miglior trasmissione di satira TV per Paperissima
  - 1997 – Miglior trasmissione di satira TV per Striscia la notizia
  - 1998 – Miglior trasmissione di satira TV per Striscia la notizia
  - 1999 – Trasmissione dell'anno per Striscia la notizia
  - 2000 – Miglior trasmissione di satira TV per Striscia la notizia
  - 2000 – Trasmissione dell'anno per Striscia la notizia
  - 2001 – Miglior trasmissione di satira TV per Striscia la notizia
  - 2001 – Trasmissione dell'anno per Striscia la notizia
  - 2002 – Miglior trasmissione di satira TV per Striscia la notizia
  - 2003 – Miglior trasmissione di satira TV per Striscia la notizia
  - 2004 – Miglior film TV per Benedetti dal Signore
  - 2004 – Premio speciale per Striscia la notizia
  - 2006 – Trasmissione dell'anno per Striscia la notizia
  - 2007 – Trasmissione dell'anno per Striscia la notizia
  - 2008 – Trasmissione dell'anno per Striscia la notizia
  - 2008 – Telegatto di platino per i vent'anni in tv di Striscia la notizia
  - 2008 – Telegatto di platino per i trent'anni di carriera in tv

- Tapiro d'oro
  - 2011 – All'attore per Box Office 3D - Il film dei film

## Onorificenze
Nel 2015 gli è stata conferita la cittadinanza ad honorem dall'Albania.